# Сражение при Таннурисе
Сражение при Таннурисе — сражение, произошедшее летом 528 года между войсками Восточной Римской империи и Сасанидского Ирана в северной Месопотамии недалеко от Дары.

Ирано-византийская граница в 4-7 веках

После смерти императора Юстина I в 527 году его преемник Юстиниан I был полон решимости продолжить войну против империи Сасанидов. Он назначил Велизария командующим и поручил ему укрепление византийских позиций и строительство новой крепости около Дары для защиты региона от персидских набегов. Таннурис казался удобным местом для создания крепости и размещения гарнизона. Персы считали любой новый византийский пограничный форт угрозой, и летом иранская армия под командованием Пероза Михрана и принца Ксеркса с 30 000 человек вторглась в Месопотамию. У ромеев было не менее 10 000 пехоты и 30 000 конницы.
Пока шло строительство крепости, подошла иранская армия. Несмотря на усилия византийцев, персам удалось приблизиться к стенам и прорвать их. Велизарий попытался контратаковать своей кавалерией. Далее, согласно Захарии Митиленскому, персы «придумали хитрость: вырыли несколько рвов среди своих окопов и скрыли их снаружи треугольными деревянными кольями и оставили несколько отверстий. И когда подошла римская армия, они не заметили вовремя обманчивую хитрость персов, но полководцы ворвались в персидские укрепления на полной скорости и, упав в ямы, были взяты в плен...». Конница вместе с Велизарием бежала, но два военачальника ромеев были убиты, а трое взяты в плен.
После отступления ромеев персы разрушили фундамент строившейся крепости. Византийская армия отступила в Дару, но часть пехоты умерла от жажды на марше. Несмотря на победу, иранцы также понесли тяжелые потери (особенно разгневала шахиншаха Кавада I потеря 500 бессмертных), а затем отступили за границу.